# Johann Daniel Kraft
Johann Daniel Kraft war ein deutscher Kaufmann und Alchemist.

## Leben
1674 legte er in Leipzig eine Seidenmanufaktur an. Zu einem ähnlichen Dresdner Unternehmen in Neustadt-Ostra (Friedrichstadt) ließ der Kurfürst Johann Georg II. ein Manufakturhaus (Friedrichstraße 19) bauen und die nötigen Materialien und Instrumente anschaffen. Kraft legte große Pflanzungen von Maulbeerbäumen (als Futter für die Seidenraupen) an und erteilte in seinem Garten auch praktischen Unterricht in der Zucht derselben. Zur Errichtung einer Wollmanufaktur schoss die Steuer 2000 Taler vor und Kraft erhielt seit 1677 300 Taler Besoldung. Darüber hinaus sollte er 6000 Taler als Belohnung erhalten, wenn die Wollmanufaktur zustande käme. Außerdem wurde ihm ein Monopol zum Hopfenhandel erteilt. Da seine Erfolge jedoch nicht den Erwartungen entsprachen, beschloss der Meißener Deputationstag des Jahres 1680, den Kontrakt zu kündigen.
1669 hatte Hennig Brand die Herstellung von Phosphor entdeckt. Seit 1675 erzählte er seinen Freunden davon und so erfuhr auch der Alchimist Johannes Kunckel davon, der wiederum an Kraft über die neue Entdeckung schrieb. Kraft kam nach Hamburg, ohne Kunckel davon zu schreiben, und hinter Kunckels Rücken verkaufte Brand an Kraft allen vorrätigen Phosphor unter der Bedingung, niemandem davon zu erzählen.
Kraft verdiente Geld damit, den Phosphor verschiedenen gekrönten Häuptern Europas vorzustellen. Einer von ihnen war der Herzog Johann Friedrich von Sachsen, und bei dieser Demonstration war Gottfried Leibniz anwesend.
Im gleichen Jahr zeigte Kraft auch Robert Boyle die flüssige noctilucas des Phosphor.
1676 schloss er mit Gottfried Leibniz und Georg Hermann Schuller sowie evtl. auch Johann Joachim Becher (nur benannt als unser Proteus oder unser Goldmacher) einen Vertrag, dass sie den Ertrag eines eventuellen Erfolges bei ihren Goldmacherversuchen teilen wollten.